# Балтийский дом
«Балти́йский дом» — советский и российский государственный театр в городе Санкт-Петербурге, получивший статус «театра-фестиваля», на базе которого ежегодно проводятся международные форумы, мастер-классы, сценические фестивали.
«Балтийский дом» — международный проект, планомерно работающий над укреплением культурных связей между Россией и странами Балтийского региона, а также другими европейскими государствами.

## История
В 1920-е годы в Петрограде были созданы «Красный театр» и «Театр рабочей молодёжи» (ТРАМ). «Красный театр», основанный в 1924 году, в 1926 году слился с театром «Красный молот», а в 1930 году — с «Театром Народного дома», превратившись в «Красный театр Народного дома».
В 1936 году «Красный театр» и ТРАМ объединились и был создан Ленинградский государственный театр имени Ленинского комсомола.
С 1939 года театр работает в современном здании на Петроградской стороне.
В 1991 году театр переименован в Санкт-Петербургский государственный театр «Балтийский дом».
На базе театра успешно проводятся международные театральные форумы с участием зарубежных актёров и режиссёров.
С 1998 года на базе театра ежегодно проводится международный Фестиваль Русских Театров Зарубежья «Встречи в России». Фестиваль проходит при поддержке Министерства Культуры РФ и Россотрудничества. Цель фестиваля — укрепление связей с творческими соотечественниками, проживающими за рубежом.
В 2000 году театр получил статус «театра-фестиваля». Этому способствует экспериментальный характер деятельности театра, поскольку сценическое пространство здесь всегда рассматривалось как творческая лаборатория для начинающих и опытных мастеров.
В разные годы в театре работали такие режиссёры, как Владимир Кожич, Михаил Чежегов, Георгий Товстоногов (главный режиссёр в 1950—1956 годах), Александр Рахленко (главный режиссёр в 1957—1959 годах), Павел Хомский (главный режиссёр в 1961—1965 годах), Андрей Тутышкин (главный режиссёр в 1967—1969 годах), Владимир Воробьёв (художественный руководитель театра совместно с Ю. И. Ермаковым и А. Г. Товстоноговым в 1969—1971 годах), Александр Товстоногов, Геннадий Опорков (главный режиссёр в 1971—1983 годах), Геннадий Егоров (главный режиссёр в 1984—1989 годах), Роза Сирота, Кама Гинкас, Генриетта Яновская.
На сцене театра играли актёры: Юрий Толубеев, Владимир Честноков, Евгений Лебедев, Татьяна Доронина, Ролан Быков, Нина Ургант, Олег Басилашвили, Юлиан Панич, Наталья Тенякова, Алла Балтер, Эммануил Виторган, Михаил Храбров, Пётр Шелохонов, Лариса Малеванная, Олег Даль, Андрей Краско и др.

## Здание театра
Здание театра было построено на месте левого крыла бывшего «Народного дома императора Николая II», сгоревшего в 1932 году (уцелевшее правое крыло ныне занимает «Мюзик-холл»). Первоначальный проект, составленный архитектором Н. Ф. Демковым, был выдержан в стиле ленинградского авангарда.
Однако в те годы начала входить в моду сталинская архитектура, и Н. Ф. Демков, отказавшись вносить в проект «обогащение», отказался от проекта, который был завершён его товарищем, архитектором Н. А. Митуричем, совместно с В. П. Макашовым (мемориальная доска с их именами ныне находится в фойе театра). Строительство было начато в 1933 году и завершено в 1939 году.
В здании два зрительных зала, на 124 и 870 мест. Оба оборудованы специальными устройствами для синхронного перевода. Театр располагает помещениями для репетиций, удобными актёрскими грим-уборными. Выделено помещение для выставочного зала.
В рамках  реализации  Федерального проекта «Семейные ценности и инфраструктура культуры» на 2025 год , входящий в состав национального проекта «Семья», в условиях санкций и ограничений,   благодаря усилиям  директора театра Шуба С.Г., зам. директора театра  Якушевой И.А.,  начальника отдела гос. заказа театра  Беспалько М.А., осуществлено  обновление  театральных кресел (из ценных пород древесины, с воссозданием прежнего вида, стиля, материалов, цветовых решений), звукового, светового  оборудования большой сцены театра. 

## Современный театр
Театр-фестиваль «Балтийский дом» находится на Петроградской стороне Петербурга.
Высокий уровень проходящих здесь международных акций обеспечен современными средствами коммуникации и профессионализмом творческого, технического и руководящего персонала.

## Фестивали «Балтийский дом»
Учредителями фестиваля являются Министерство культуры Российской Федерации, Комитет по культуре и Комитет по внешним связям Администрации Санкт-Петербурга, Межрегиональная общественная организация Санкт-Петербурга и Ленинградской области «Отделение СТД РФ», Балтийский международный фестивальный центр и Театр-фестиваль «Балтийский дом».
Фестиваль проводится ежегодно, начиная с 1991 года. В последнее время осенью, в 1-2 декаде октября. Считается одним из самых авторитетных театральных форумов Европы.
Основными сценическими площадками являются помещения театра-фестиваля, дающие широкие возможности для творческих экспериментов. Основную программу фестиваля составляют, в основном, премьерные постановки.
За время существования фестиваля в нём приняли участие более 100 театров из 30 стран мира. Свои творения здесь показывали такие мастера европейской режиссуры как Ж.-П. Венсан, К. Гинкас, Л. Додин, О. Ефремов, О. Коршуновас, Ю. Любимов, К. Марталер, Э. Нюганен, Э. Някрошюс, Т. Остермайер, С. Пуркарете, Р. Стуруа, Р. Туминас, В. Фокин, П. Фоменко, А. Херманис, Г. Яжина, Е. Яроцкий и др.
Фестиваль «Балтийский дом» удостоен премии ЮНЕСКО.

### Фестиваль «Балтийский дом», 1991 год
Фестиваль проходил с 14 по 24 мая 1991 года.

### Фестиваль «Балтийский дом», 1992 год
Фестиваль проходил с 25 по 30 марта 1992 года под лозунгом «Театры Балтийских стран — детям».

### Фестиваль «Балтийский дом», 1993 год
Фестиваль проходил с 4 по 10 апреля 1993 года под лозунгом «Тысяча лиц театра».
Фестиваль становится конкурсным. По результатам работы фестиваля были вручены награды:
- За лучшую режиссёрскую работу: Прийт Педаяс («Гончарня вдовы», театр «Эндла», Пярну, Эстония);
- За лучшую женскую роль: Наталия Фиссон («Чушь во фраке», театр «Комик-трест», Санкт-Петербург, Россия);
- За лучшую сценографию: Ирина Чередникова, Александр Орлов («Как вам это нравится», театр «Балтийский дом», Санкт-Петербург, Россия);
- За лучшее музыкальное решение спектакля: Кай Чюдениус («Севильский цирюльник», КОМ-театр, Хельсинки, Финляндия);
- За театральный эксперимент: Антон Адасинский («Всадник», Театр «Дерево», Санкт-Петербург, Россия).

### Фестиваль «Балтийский дом», 1994 год
IV фестиваль проходил с 10 по 17 апреля 1994 года.
По результатам работы фестиваля были вручены награды:
- Гран-при: «Маленькие трагедии» (реж. Эймунтас Някрошюс, театр «Фестиваль Лайф», Вильнюс, Литва);
- За лучшую режиссёрскую работу: Вячеслав Гвоздков («Люди и мыши», театр «Угала», Вильянди, Эстония), Эльмо Нюганен («Белый брак», Молодёжный театр, Таллин, Эстония);
- За лучшую женскую роль: Катарина Лаук («Белый брак», Молодёжный театр, Таллин, Эстония)
- За лучшую мужскую роль: Валерий Кухарешин («Лунные волки», Молодёжный театр на Фонтанке, Санкт-Петербург, Россия), Гиртс Кестерис («Мистерия Юхана Нагеля», Валмиерский драматический театр, Валмиера, Латвия);
- За творческий эксперимент: Театрализованное открытие и закрытие фестиваля (Формальный театр, Санкт-Петербург, Россия), «Бой бабочек» (Тильзит-театр, Советск, Россия).

### Фестиваль «Балтийский дом», 1995 год
V фестиваль проходил с 21 по 30 апреля 1995 года.
По результатам работы фестиваля были вручены награды:
- Гран-при: «Улыбнись нам, Господи» (реж. Римас Туминас, Малый театр, Вильнюс, Литва);
- Первый приз за лучшую режиссёрскую работу: Эймунтас Някрошюс («Три сестры», театр «Фестиваль Лайф», Вильнюс, Литва);
- Второй приз за лучшую режиссёрскую работу: Григорий Козлов («Преступление и наказание», ТЮЗ имени А. А. Брянцева, Санкт-Петербург, Россия);
- За лучшую женскую роль: Тиина Мялберг («Наш городок», Театр «Угала», Вильянди, Эстония);
- Специальный приз за выдающийся вклад в освоение русской классики: Лев Додин («Вишневый сад», Академический малый драматический театр — Театр Европы, Санкт-Петербург, Россия).

### Фестиваль «Балтийский дом», 1996 год
VI фестиваль проходил с 19 по 28 апреля 1996 года.
По результатам работы фестиваля были вручены награды:
- Гран-при: «Пианола, или Механическое пианино» (Городской театр, Таллин, Эстония);
- За лучшую режиссёрскую работу: Виктор Крамер («Вохляки из Голоплеков», театр «Фарсы», Санкт-Петербург, Россия);
- За лучшую женскую роль: Эгле Габренайте («Вишневый сад», Малый театр, Вильнюс, Литва);
- За лучшую мужскую роль: Александрас Рубиновас («Иуда Искариот», Каунасский камерный театр молодёжи, Каунас, Литва);
- За художественное своеобразие и гармоничное решение спектакля: «Гедда Габлер» (театр «Новые куклы», Осло, Норвегия).

### Фестиваль «Балтийский дом», 1997 год
VII фестиваль проходил с 3 по 11 октября 1997 года.
По результатам работы фестиваля были вручены награды:
- Гран-при: «Дикая утка» (Национальный театр, Осло, Норвегия);
- За лучшую режиссёрскую работу: Ежи Яроцкий («Платонов. Пропущенный акт», Театр Польский, Вроцлав, Польша);
- За лучшую мужскую роль: Андрей Мягков («Три сестры», Московский художественный театр им. А. П. Чехова, Москва, Россия), Эльмо Нюганен («Жизнь единственная и вечная», Городской театр, Таллин, Эстония);
- За лучшую сценографию: Адомас Яцовскис («Маскарад», Малый театр, Вильнюс, Литва)

### Фестиваль «Балтийский дом», 1998 год
VIII фестиваль проходил с 8 по 16 октября 1998 года.
Впервые в фестивале принимает участие один из крупнейших театров Швеции Статс-театр из Стокгольма. Звезда европейской сцены Вивека Седаль блистала в роли Бланш Дюбуа («Трамвай „Желание“» по пьесе Теннесси Уильямса в постановке Р. Гюнтера). Польский театр «Вспулчесны» из Щецина представил на суд зрителей и критики постановку А. Аугустинович «Ивона, принцесса бургундская». Театр «Ванемуйне» из Эстонии привёз спектакль «Трагедия Гамлета» известного писателя и режиссёра Мати Унта. Также в работе фестиваля принял участие голландский театр «Тонелгруп». Россию представляли Большой драматический театр имени Г. А. Товстоногова, Государственный драматический Театр на Литейном, театр «Балтийский дом» (Санкт-Петербург), Театральное товарищество 814 (Москва). Гостями фестиваля стал знаменитый Саха Академический театр им. П. А Ойунского из Якутска (реж. А. Борисов).
Впервые в истории фестиваля жюри выезжает за пределы «Балтийского дома». Просмотр спектакля «Трёхгрошовая опера» состоялся в Городском театре Таллина.
В рамках фестиваля с концертной программой «Пушкин и другие» выступает С. Юрский.
По результатам работы фестиваля были вручены награды:
- Гран-при: «Что с того, что мокрая мокрая сирень» (реж. Р. Стуруа и Д. Хиникадзе, Тбилисский академический драматический театр имени Ш. Руставели, Тбилиси);
- За лучшую режиссёрскую работу: Адольф Шапиро («Трёхгрошовая опера», Городской театр, Таллин, Эстония);
- За лучшую женскую роль: Линеке Рийксман («Бафф», театр «Тонелгруп», Амстердам, Нидерланды);
- За лучшую мужскую роль: Семён Фурман («Сторож», Государственный драматический театр «На Литейном», Санкт-Петербург, Россия);
- За лучшую сценографию: Александр Орлов («Чардым», театр «Балтийский дом», Санкт-Петербург, Россия).

### Фестиваль «Балтийский дом», 1999 год
Фестиваль проходил с 27 сентября по 7 октября 1999 года.
В конкурсной программе принимают участие 18 театров из России и Европы. На фасаде театра выставляются флаги стран участниц фестиваля.
В рамках фестиваля впервые в России состоялся IETM Satellite Meeting (Европейские неформальные театральные встречи) «Россия на театральной карте Европы — кто знает её и кого знает она».
Проведен международный семинар менеджеров и продюсеров фестивалей «Философия и практика фестивалей в области сценических искусств», организованный БМФЦ совместно с Институтом «Открытое общество» (Будапешт) и Visiting Arts (Лондон).
Совместно с Понтедеро театром был организован видео-семинар «Театр-лаборатория Ежи Гротовского» под руководством Карла Поластрелли.
По результатам работы фестиваля были вручены награды:
- Гран-при: «Марат-Сад» (реж. Юрий Любимов, Театр на Таганке, Москва, Россия);
- За лучшую режиссёрскую работу: Эймунтас Някрошюс («Макбет», театр Meno Fortas, Вильнюс, Литва), Григорий Козлов («P.S. капельмейстера Иоганнеса Крейслера, его автора и их возлюбленной Юлии», Александринский театр, Санкт-Петербург, Россия);
- За лучшую мужскую роль: Юрий Ицков («Академия смеха», Омский академический театр драмы, Омск, Россия);
- За лучшую сценографию: Адомас Яцовскис («Царь Эдип», Национальный драматический театр Литвы, Вильнюс, Литва).

### Фестиваль «Балтийский дом», 2000 год
Юбилейный фестиваль проходил с 29 сентября по 8 октября 2000 года.
19 театров из 7 стран показали 20 разноплановых спектаклей. Среди участников — Московский театр «Современник», Московский театр юного зрителя и др. На сцене блистали К. Гинкас, Р. Туминас, Э. Нюганен, М. Миккивер, А. Галибин, А. Жолдак, М. Неёлова, Е. Яковлева, И. Кваша, И. Ясулович, С. Маковецкий, Е. Гришковец и др.
Впервые для участников фестиваля была проведена творческая поездка «Балтийское кольцо» по странам Балтии. Театральным деятелям были показаны спектакли ведущих национальных театров.
Состоялось вручение памятных медалей театральным и общественным деятелям, внесшим значительный вклад в становление и развитие фестиваля «Балтийский дом».
Вот как характеризует X фестиваль центральная пресса

Что бы ни решило жюри и что бы ни написала критика, фестиваль «Балтийский дом» достойно отметил свой первый юбилей. За десять дней на нескольких площадках не было ни одного провала. На рубеже веков и на рубеже тысячелетий театральный фестиваль «Балтийский дом» сделал чудесный подарок своим зрителям и своим гостям.

По результатам работы фестиваля были вручены награды:
- Гран-при: «Черный монах» (реж. Кама Гинкас, МТЮЗ, Москва, Россия);
- За лучшую режиссёрскую работу: Римас Туминас («Играем… Шиллера!», театр «Современник», Москва, Россия);
- За лучшую мужскую роль: Райн Симмул («Преступление и наказание», Городской театр, Таллин, Эстония);
- За лучшую женскую роль: Ирина Савицкова («Фрекен Жюли», театр «Балтийский дом», Санкт-Петербург, Россия);
- За лучшую сценографию: Эмиль Капелюш («Фрекен Жюли», театр «Балтийский дом», Санкт-Петербург, Россия).

Специальными призами были отмечены:
- Специальный приз жюри за актёрский дуэт: Марина Неелова и Елена Яковлева («Играем… Шиллера!», театр «Современник», Москва, Россия);
- Приз прессы им. Леонида Попова: «Черный монах» (реж. Кама Гинкас, МТЮЗ, Москва, Россия);
- Приз зрителей: «ОдноврЕмЕнно» (автор-исполнитель Е. Гришковец, Калининград, Россия).

### Фестиваль «Балтийский дом», 2001 год
Фестиваль проходил с 5 по 14 октября 2001 года под тематическим заголовком «Учитель — ученик».
В этом году фестиваль сознательно сузил своё географическое пространство. В нём приняли участие только режиссёры Балтийского региона, представившие последние театральные постановки. Мэтры сцены (Эймунтас Някрошюс, Пётр Фоменко, Эльмо Нюганен, Оскарас Коршуновас, Алвис Херманис, Кама Гинкас) представляли свои работы и работы своих учеников.
По результатам работы фестиваля были награждены:
- Театр Meno Fortas, Вильнюс, Литва;
- Театр La Bienna le di Venezia, Италия;
- Российская академия театрального искусства;
- Московский театр «Мастерская П. Фоменко», Москва, Россия;
- Национальный актёрский курс п/р А. Зеланда, Петрозаводск, Россия.

Приз зрителей:
- Театр «Фарсы», Санкт-Петербург, Россия.

### Фестиваль «Балтийский дом», 2002 год
XII фестиваль проходил с 4 по 13 октября 2002 года. Главная тема была обозначена как «Другой театр?». Участники фестиваля демонстрировали творческие эксперименты, идущие вразрез с традициями обычного театра. Новые формы театрального искусства показали Томас Остермайер (Германия), Гжегож Яжина, Кшиштоф Варликовский (Польша), Сильвиу Пуркарете (Румыния).
В рамках фестиваля впервые в Санкт-Петербурге Московский Центр драматургии и режиссуры под руководством Алексея Казанцева и Михаила Рощина представил современную русскую драму в постановке хит-мейкеров нового поколения Ольги Субботиной и Кирилла Серебренникова.
Прошла премьера совместного русско-норвежского проекта, посвящённого творчеству драматурга Юна Фоссе.
«Балтийское кольцо» пролегало в польский город Гданьск через Калининград и Тильзит. Его инициатором в этом году стал театровед, театральный критик, вице-президент Международной Ассоциации театральных критиков (IETM), советник губернатора Гданьска по вопросам культуры и арт-эдвайзер XII международного театрального фестиваля «Балтийский дом» Анджей Журовски.
По результатам работы фестиваля были вручены награды:
- Приз прессы им. Л. Попова: «Ревизор» (сценография и постановка А. Херманиса, Новый Рижский театр, Рига, Латвия);
- Приз зрителей: «Оркестр» (реж. Лев Эренбург, Небольшой драматический театр, Санкт-Петербург, Россия).

### Фестиваль «Балтийский дом», 2003 год
Фестиваль проходил с 18 ноября по 5 декабря 2003 года (специальная программа «„Балтийский дом“ в Москве»). Мероприятие задумывалось как специальная культурная акция в год юбилея Санкт-Петербурга, с целью презентации самого фестиваля, а также ознакомления москвичей с искусством стран Балтии.
В числе участников были Новый Рижский театр (Латвия), театры Meno Fortas (Литва), «Метастазио» (Италия), «Потудань», «Фарсы» (Россия) и др.
В этом году фестиваль прошёл без конкурсных показов.

### Фестиваль «Балтийский дом», 2004 год
Главной темой фестиваля в 2004 году стала «Режиссура как фирменный знак современного театра».
В рамках фестиваля прошла Первая церемония вручения Международной премии за развитие и укрепление гуманитарных связей в странах Балтийского региона «Балтийская звезда».
По результатам работы фестиваля были вручены награды:
- Приз прессы им. Л. Попова: «Отелло» (реж. Э. Някрошюс, театр Meno Fortas, Вильнюс, Литва);
- Специальный приз дирекции фестиваля: «Ромео и Джульетта» (реж. Оскарас Коршуновас, Городской театр, Вильнюс, Литва);
- Приз зрителей: «PRO Турандот» (реж. Андрей Могучий, театр «Приют комедианта», Санкт-Петербург, Россия);
- Главный приз ЮНЕСКО: реж. Андрей Жолдак, Харьковский украинский драматический театр им. Т. Шевченко «Березиль»;
- Специальный приз ЮНЕСКО: реж. Клим, театр «Балтийский дом».

### Фестиваль «Балтийский дом», 2005 год
Юбилейный XV фестиваль проходил с 29 сентября по 17 октября 2005 года.
В рамках фестиваля впервые в России был представлен спектакль в постановке немецкого режиссёра Люка Персеваля «Отелло» (театр Münchner Kammerspiele).
Прошла презентация Центра им. Всеволода Мейерхольда (Москва).

### Фестиваль «Балтийский дом», 2006 год
Фестиваль проходил с 30 сентября по 11 октября 2006 года. Слоган фестиваля: «Польский акцент».
По результатам работы фестиваля были вручены награды:
- Приз прессы им. Л. Попова: «Фауст» (реж. Э. Някрошюс, театр Meno Fortas, Вильнюс, Литва);
- Приз Льва Гительмана: «Три сестры» (реж. Римас Туминас, Малый театр, Вильнюс, Литва);
- Приз дирекции фестиваля: «Космос» (реж. Ежи Яроцкий, Национальный театр, Варшава, Польша);
- Приз зрителей: «Долгая жизнь» (реж. Алвис Херманис, Новый Рижский театр, Рига, Латвия).

### Фестиваль «Балтийский дом», 2007 год
Фестиваль проходил с 19 по 28 октября 2007 года и был полностью посвящён творчеству литовского режиссёра Эймунтаса Някрошюса. Фестиваль был приурочен к 55-летнему юбилею мастера. Были показаны его лучшие постановки.

### Фестиваль «Балтийский дом», 2008 год
XVIII фестиваль проходил с 8 по 19 октября 2008 года под общим заголовком «Анатомия театра».
Впервые в работе фестиваля принимает участие режиссёр Эудженио Барба, поставивший модерн-спектакль по библейскому сюжету «Юдифь» с труппой японского театра и актрисой театра Мейерхольда Р. Каррэри в главной роли.
Для просмотра технически сложной драматической постановки «Неизвестный солдат» жюри театра выезжало в Хельсинки.
В рамках фестивальной программы было отмечено сорокалетие творческой деятельности режиссёра Валерия Фокина.
По результатам работы фестиваля были вручены награды:
- Приз прессы им. Л. Попова: «Женитьба» (реж. Валерий Фокин, Москва, Россия);
- Приз дирекции фестиваля: «Неизвестный солдат» (реж. Кристиан Смедс, Хельсинки, Финляндия);
- Приз зрителей: «Соня» (реж. А. Херманис, Новый Рижский театр, Рига, Латвия).

### Фестиваль «Балтийский дом», 2009 год
Темой XIX Фестиваля, проходившего с 28 сентября по 11 октября 2009 года стал «Живой театр». Основную программу составили постановки, имеющие в основе не только классические произведения, но и поставленные классиками современного театра. Особое внимание было уделено молодой режиссуре.
По результатам работы фестиваля были вручены награды:
- Приз зрителей: «Пиноккио» (театр Театро дель Каретто, Лукка, Италия)
- Приз прессы им. Л. Попова: «Идиот» (реж. Э. Някрошюс, театр Meno Fortas, Вильнюс, Литва);
- Специальный приз дирекции фестиваля: «Как объяснять картины мёртвому зайцу» (театр NO99, Таллин, Эстония).

## Долгосрочные международные проекты
За годы работы фестиваля было реализовано множество совместных международных проектов. Некоторые из них положили начало замечательным театральным традициям.
В числе самых удачных проектов можно назвать:
- «Премия Европа – театру» (2011 год, впервые в России)
- «Балтийская сцена» (2001 год, участники: ведущие режиссёры стран Балтийского региона);
- «Лаборатория современной драмы» (2002 год, совместно со Школой современной пьесы при Открытом театре, Осло, Норвегия);
- «Ярмарка режиссёров» (2004 и 2012 годы);
- «Балтийские встречи» (2004 год, в рамках программы «Сотрудничество с культурными центрами и обществами соотечественников»);
- "Международная премия за развитие и укрепление гуманитарных связей в странах Балтийского региона «Балтийская звезда» (с 2004 года);
- «От комедии дель-арте до Чехова» (2005 год, совместно с театром «Метастазио», Прато, Италия);
- Мастер-класс для актёров русских театров стран СНГ и Балтии (с 2005 года);

Кроме того, за рубежом в рамках фестиваля проводились презентации петербургского искусства, а в Санкт-Петербурге — искусства стран Балтии. Наиболее яркие акции:
- «Дни Литвы в Санкт-Петербурге» (1996 год);
- «Финское Рождество в Санкт-Петербурге» (1996 год, акция стала традиционной);
- «Дни Голландии в Санкт-Петербурге. Окно в Нидерланды» (1996 год, 2003 год);
- «Дни культуры Санкт-Петербурга за рубежом» (1997 год — Литва, 1998 — Литва, 2005 год — Финляндия);
- «Дни Варшавы в Санкт-Петербурге» (1998 год, 2002 год);
- «Балтийский бенефис» (творческие вечера мастеров балтийской сцены в Санкт-Петербурге: Вии Артмане (1998 год), Ивара Калныньша (1999 год), Донатаса Баниониса (1999 год), Романа Громадского (2000 год);
- «Блистательный Санкт-Петербург» (1999 год — Литва, 2000 год — Швейцария, Эстония);
- «Варшавский уик-энд» (2001 год);
- «Дни Карелии в Санкт-Петербурге» (2002 год);
- «Дни Польши в Санкт-Петербурге» (2003 год);
- «Русское рождество в Турку» (2005 год).

Коопродукция:
- «Подменыш» (совместно с «Остготатеатром», Норрчёпинг, Швеция, реж. Йоран Сарринг, 2000 год);
- «Времена года» (совместно с театром Meno Fortas, Вильнюс, Литва, реж. Эймунтас Някрошюс, 2003 год);
- «Суперфлю» (совместно с театром «Метастазио», Прато, Италия, реж. Виктор Крамер, 2004 год);
- «Белый медведь и я» (совместно с Открытым театром, Осло, Норвегия, реж. Пётр Шерешевский, 2004 год);
- «Песнь песней» (совместно с театром Meno Fortas, Вильнюс, Литва, реж. Эймунтас Някрошюс, 2005 год);
- «5000 любовных писем» (совместно с Немецким культурным центром им. Гёте в Санкт-Петербурге, реж. Матс Штауб и Барбара Пули, 2005 год);
- «Комедия Чёрного Ангела» (совместно с театром «Метастазио», Прато, Италия, реж. Марчелло Бартоли);
- «Harifran» (совместно с «Остготатеатром», Норрчепинг, Швеция, реж. Манс Лагерлеф);
- «Густав и Екатерина» (совместно с «Остготатеатром», Норрчепинг, Швеция);
- «Весенний прорыв» (совместно с «Остготатеатром», Норрчепинг, Швеция);

## Репертуар

### Большая сцена
- «Москва — Петушки»
- «Лерка»
- «Одиночество в сети»
- «Дрозд чёрный»
- «Изображая жертву» Братьев Пресняковых, постановщик Игорь Коняев[5]
- «Мастер и Маргарита»
- «Сирано де Бержерак»
- «Перезагрузка»
- «Похороните меня за плинтусом»
- «Алые паруса»
- «Тартюф»
- «Ольга. Запретный дневник»
- «Чайка»

### Спектакли для детей
- «Сказки Андерсена»
- «Русалочка»
- «Подменыш» (Малая сцена)
- «Принц и нищий»
- «Чиполлино»
- «Остров сокровищ»
- «Пеппи Длинныйчулок»
- «Приключения Мамы Му и её друзей» (Малая сцена)

### Малая сцена
- «Жизнь Ильи Ильича»
- «Калека с острова Инишмаан»
- «Игра воображения»
- «Женитьба Белугина»

### 91 комната
- «Антитела»

## Творческий состав театра
Генеральный директор: заслуженный деятель искусств РФ Сергей Шуб.
Арт-директор: Заслуженный работник культуры России Марина Беляева
Труппа театра (по алфавиту, по состоянию на сезон 2010—2011):
- Алимов Леонид
- Анисимов Константин
- Архипов Андрей
- Афанасенко Зинаида (заслуженная артистка РФ)
- Багров Антон
- Белова Клавдия (заслуженная артистка России)
- Брискин Михаил
- Виноградова Валентина
- Виноградова Наталия
- Волгина Инна †
- Головчанов Максим
- Григорьев Виталий
- Громадский Роман (народный артист РФ) †
- Дорошенко Ирина
- Дубанов Анатолий
- Елисеева Людмила
- Жилина Виктория
- Замиралов Денис
- Зиганшина Эра (народная артистка РФ)
- Индейкина Наталия
- Конопацкая Ирина (заслуженная артистка России)
- Крылов Виталий
- Кузнецова Александра
- Куликович Олег (заслуженный артист России)
- Ладыгин Дмитрий
- Лялейките Регина (заслуженная артистка России)
- Маркевич Варвара
- Мен Юлия
- Мещерякова Мария
- Михайловский Леонид (заслуженный артист России)
- Мокшина Марианна
- Мосюк Игорь
- Нестерова Наталия (заслуженная артистка России)
- Панин Андрей В.
- Передков Александр
- Пилецкая Татьяна Львовна (народная артистка России)
- Попова Наталья (заслуженная артистка России)
- Рубина Мария
- Секирин Леонард
- Скляр Игорь (народный артист России)
- Соловьёв Валерий (заслуженный артист России)
- Степанов Валерий
- Степанова Дарья
- Тенетко Андрей
- Тихоненко Игорь (заслуженный артист России)
- Фомичёва Ульяна
- Чернышёв Александр
- Чупин Евгений
- Юрчекевич Владислав
- Яковлев Вадим (народный артист России)

## Награды театра
- Почётный диплом Законодательного Собрания Санкт-Петербурга (6 декабря 2006 года) — за выдающийся вклад в развитие культуры и искусства в Санкт-Петербурге и в связи с 70-летием со дня создания[6]
- Почётный диплом Законодательного Собрания Санкт-Петербурга (29 июня 2016 года) — за значительный вклад в развитие культуры и искусства в Санкт-Петербурге, а также в связи с 80-летием со дня создания[7].